# NGC 68
NGC 68 је елиптична галаксија у сазвежђу Андромеда која се налази на NGC листи објеката дубоког неба.
Деклинација објекта је + 30° 4' 21" а ректасцензија 0h 18m 18,2s. Привидна величина (магнитуда) објекта NGC 68 износи 13,2 а фотографска магнитуда 14,2. NGC 68 је још познат и под ознакама UGC 170, MCG 5-1-65, CGCG 499-106, ARP 113, VV 166, IRAS 00157+2947, PGC 1187.